# Stirpium Austriarum Fasciculus
Stirpium Austriarum Fasciculus (abreviado Stirp. Austr. Fasc.) es una serie de fascículos con ilustraciones y descripciones botánicas que fueron escritos por el médico, briólogo y botánico, luxemburgués de nacimiento y austríaco de adopción; Heinrich Johann Nepomuk von Crantz y publicados en Viena y Leipzig en tres fascículos en los años 1762, 1763 y 1767.